# Can Moianès
Can Moianès és una masia de Balenyà (Osona) inclosa a l'Inventari del Patrimoni Arquitectònic de Catalunya.

## Descripció
Casa de mitjanes dimensions de forma quadrada i amb teulada a dues vessants amb aiguavés a la façana principal.
Al mig de la casa s'aixeca una torre rectangular acabada amb una balustrada.
Hi ha un portal de totxana vista, així com les finestres distribuïdes de forma regular i fetes del mateix material.
Destaquen per la seva vistositat dos arcades angulars al primer pis.

## Història
Sembla ser una casa de construcció moderna, possiblement del segle xix, i es troba documentada l'any 1860 al "nomenclàtor de la Província de Barcelona".